# كيمانا
كيمانا هي بلدة صغيرة في دائرة كاجيادو الجنوبية، كينيا. تقع في مقاطعة لويتوكيتوك، وتحدها تنزانيا من الغرب، وكاجيادو من الشمال، وكيبويزي من الشرق، وتافيتا من الجنوب. الزراعة فيها صعبة بسبب مناخها شبه الجاف يوجد في كيمانا مركز صحي عام يقدم خدمات صحية أساسية، مثل الأدوية والاستشارات الطبية. كما يوجد فيها مركز صغير يوفر خيامًا للإيجار للسياح الذين يزورون المنطقة في رحلات السفاري.